# Косцюшко-Валюжинич, Карл Казимирович
Никола́й Карл Казими́рович Косцю́шко-Валюжи́нич (20 апреля [2 мая] 1847, Могилёв — 14 [27] декабря 1907, Севастополь, Таврическая губерния) — археолог, основатель и первый директор Херсонесского музея, организатор охраны и популяризации античных памятников Херсонеса Таврического и Гераклейского полуострова.

## Биография
Родился в семье мелкопоместного дворянина (титулярного советника). Вырос в имении Новое Село, расположенном близ белорусско-латвийской границы, на правом берегу Западной Двины, в устье речки Росица. В августе 1859 года Косцюшко-Валюжинич поступил в приготовительное отделение Института Корпуса горных инженеров в Санкт-Петербурге. В 1865 году он покинул столицу, не завершив обучения, и возвратился домой, где три года «занимался сельским хозяйством в имении отца». В 1868 году поступил на службу в Управление Динабургско-Витебской железной дороги в должности помощника главного инженера. В 1879 году Карл Казимирович переехал в Севастополь для лечения заболевания лёгких; в Севастополе он стал работать в управлении Лозово-Севастопольской железной дороги (сначала в должности конторщика, а затем — старшего бухгалтера-счетовода).
В 1881 году он оставил службу и, приобретя в Севастополе дом, занялся изучением истории Крыма, стал неофициальным редактором газеты «Севастопольский листок», а в 1882 году организовал Кружок любителей истории и древностей Крыма, с музеем и библиотекой. Членами кружка являлись градоначальник Севастополя, губернатор, капитан над Севастопольским портом и другие лица.

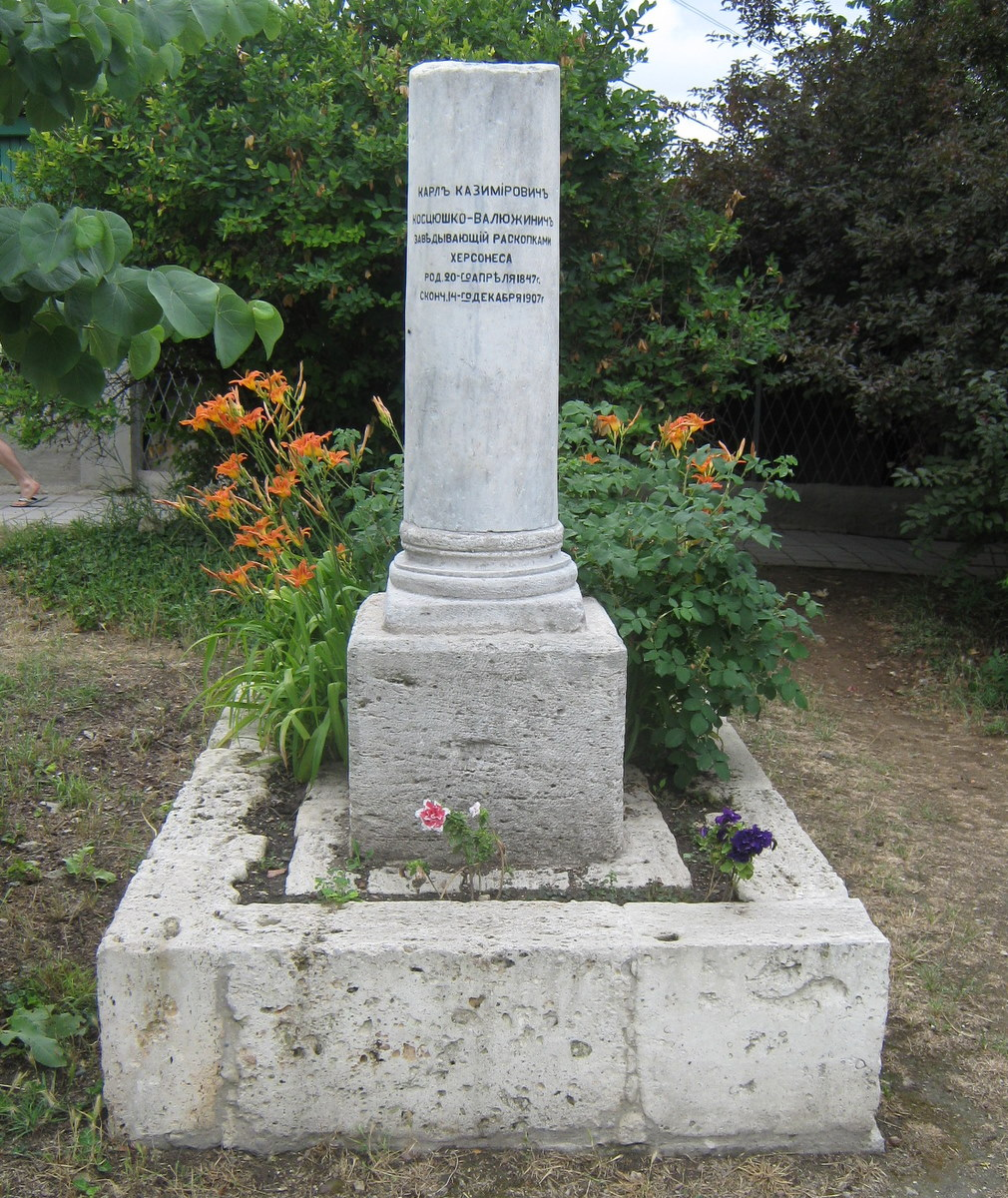
Могила Косцюшко-Валюжинича Карла Казимировича в Херсонесе

С января 1885 года Косцюшко-Валюжинич исполнял обязанности товарища (заместителя) директора Севастопольского городского банка, был членом (позднее председателем) Совета Севастопольского общества взаимного кредита. В том же году Карл Казимирович стал действительным членом Императорского Одесского общества истории и древностей. В 1888 году К. К. Косцюшко-Валюжинич, по рекомендации вице-президента Одесского общества В. Н. Юргевича, стал производителем работ и впоследствии заведующим «Складом местных древностей» — археологического музея в Херсонесе Таврическом, который был построен по настоянию Карла Казимировича на берегу Карантинной бухты.
Жизнь его была временами очень трудна: все, что причиняло вред Херсонесу, он воспринимал как личную драму: строительство монастырских зданий и разбивку цветников, возведение на городище артиллерийских батарей. Он боролся, как мог, но и с ним боролись — один из настоятелей монастыря писал на него доносы, обвиняя его, католика, в заведомой враждебности к православной обители; председатель Археологической Комиссии граф А. А. Бобринский объяснял ему, что интересы Военного ведомства превыше археологических; маститые ученые, бывая в Херсонесе проездом, критиковали его раскопки, «ведущиеся без определённого плана» и систему хранения экспонатов в музее. Карл Казимирович аккуратно подшивал все эти документы, снабжая пометкой: «Для будущего историка Херсонесского музея».
На своём посту он проработал 20 лет. Умер Карл Казимирович Косцюшко-Валюжинич 14 (27) декабря 1907 г. в Севастополе, в лечебнице Красного Креста, от воспаления легких. Похоронен был в Херсонесском монастыре, как сказано в некрологе, — «католическим и православным духовенством совместно». Его могила с надгробием, которое представляет собой обломок мраморной колонны с надписью, сохранилась на территории заповедника «Херсонес Таврический». Она расположена на аллее, ведущей к морю.

## Личная жизнь
По вероисповеданию Косцюшко-Валюжинич был римо-католиком. Тем не менее, его жена, Мария Павловна была православного происхождения. У К. К. Косцюшко-Валюжинича было семеро детей — три сына (Пётр, Павел и Дмитрий) и четыре дочери (Любовь, Елизавета, Мария и Ксения).

## Археологические исследования
В 1892 году К. К. Косцюшко-Валюжинич был избран членом Императорской Археологической комиссии. Он состоял действительным членом или членом-корреспондентом значительного числа научных обществ своего времени, в том числе Московского нумизматического общества, Таврической учёной архивной комиссии и прочих.
К. К. Косцюшко-Валюжиничем были начаты масштабные раскопки агоры Херсонеса Таврического. В ходе раскопок городища им были открыты оборонительные сооружения (стены) города, жилые кварталы и улицы, лавки и мастерские, общественные здания, базилики, система водоснабжения. Значительное количество археологических находок отправлялось в Эрмитаж «для Высочайшего обозрения». За период археологических исследований конца XIX — начала XX века Херсонес стал самым крупным объектом археологических исследований в Российской империи.

## Оценки деятельности
Беззаветно преданный своему делу этот скромный труженик, в своем уединённом жилище на пустынных берегах, где когда-то кипела бойкая жизнь торгового греческого города, шаг за шагом вскрывая вещественные и письменные памятники его былого; под его неусыпным надзором, по его плану производились раскопки, приведшие к весьма важным и неожиданным результатам. Но не одни крупные находки, вроде открытия стен древнего греческого города ниже уровня почвы позднейшего Херсонеса или крестообразного храма, открытого в 1902 г. привлекают внимание к его деятельности, как блюстителя раскопок на месте древнего Херсонеса. Особенно ценно было то, что для него не было мелочей в излюбленном им деле. Каждый осколок древней поливной посуды, каждый невидный обломок предмета обихода или церковной утвари языческого или христианского Херсонеса, при его многолетней опытности в деле изучения херсонесской старины, говорил ему многое, тотчас находил себе место в том или другом отделе небольшого музея на месте развалин древнего города, где с такою тщательностью были им собираемы и классифицируемы предметы херсонесской древности разных эпох. С. П. Шестаков.

## Научное наследие
Научное наследие К. К. Косцюшко-Валюжинича составляет обширный архивный фонд (более 5 тысяч единиц. хранения). В их числе рукописи отчётов в Археологическую комиссию, его дневники, сделанные им фотографии и чертежи, документирующие процесс раскопок, научная переписка. На 2009 год большая часть архивного фонда опубликована и находится в открытом электронном доступе.